# Акула-янгол американська
Акула-янгол американська (Squatina dumeril) — акула з роду акула-янгол родини акулоянголові акули. Інші назви «атлантична акула-янгол» та «піщаний диявол».

## Опис
Загальна довжина досягає 1,3-1,5 м при вазі 16 кг. Голова та тулуб доволі сплощені. Від морди уздовж середини спини проходять шипи. Вони більш виразні у акуленят, ніж у дорослих акул. Очі увігнуті та розташовані на верхній частині голови. Рот неширокий, вусики короткі. Зябрових щілин — 5. Зуби вузькі та гострі, в основі помірно широкі. Грудні плавці, які чітко відокремлені від тулуба, дуже широкі. На спині присутні 2 плавця. Анальний плавець відсутній. Забарвлення верхньої частини тіла сіро-коричневе з нечіткими чорними плямочками. Черевна сторона білого кольору з червоними цяточками. Грудні плавці мають червону облямівку.

## Спосіб життя
Це бентофаг. Тримається середніх глибин — від 40 до 250 м, інколи до 1290 м. Взимку воліє до більших глибин, влітку — мілину. Зустрічається на континентальному шельфі. Живиться дрібними костистими рибами, двостулковими молюсками й ракоподібними. Атакує здобич, лежачи на дні.
Статева зрілість настає при розмірі 0,9-1,1 м. Це яйцеживородна акула. Самиця з лютого до червня народжує від 4 до 25 акуленят завдовжки 25-30 см. Вагітність триває 1 рік.
Ця акула не агресивна, проте може атакувати людину, якщо та буде її переслідувати.

## Розповсюдження
Мешкає біля узбережжя Західної Атлантики, на півдні від Нової Англії (США) до Мексиканської затоки, вздовж Куби, на Ямайці, від Нікарагуа до Венесуелі.